# 1667
1667 (MDCLXVII) a fost un an obișnuit al calendarului gregorian, care a început într-o zi de joi.

## Nașteri
- 29 aprilie: John Arbuthnot, matematician, doctor și autor de satire scoțian (d. 1735)
- 25 octombrie: Ludwig Friedrich I, Prinț de Schwarzburg-Rudolstadt (d. 1718)
- 30 noiembrie: Jonathan Swift, scriitor englez (d. 1745)
- 15 decembrie: Ernest Louis, Landgraf de Hesse-Darmstadt (d. 1739)

## Decese
- 22 mai: Alexandru al VII-lea (n. Fabio Chigi), 68 ani, papă (n. 1599)